# NGC 4220
NGC 4220 est une galaxie lenticulaire relativement rapprochée et située dans la constellation des Chiens de chasse. NGC 4220 a été découverte par l'astronome germano-britannique William Herschel en 1788.

## Caractéristiques
NGC 4220 présente une large raie HI et c'est une galaxie LINER, c'est-à-dire une galaxie dont le noyau présente un spectre d'émission caractérisé par de larges raies d'atomes faiblement ionisés.

### Distance
Sa vitesse par rapport au fond diffus cosmologique est de 1 118 ± 14 km/s, ce qui correspond à une distance de Hubble de 16,49 ± 1,17 Mpc (∼53,8 millions d'al).
À ce jour, sept mesures non basées sur le décalage vers le rouge (redshift) donnent une distance de 19,571 ± 3,417 Mpc (∼63,8 millions d'al), ce qui est à l'intérieur des valeurs de la distance de Hubble. Cependant, cette galaxie est relativement rapprochée du Groupe local et les mesures indépendantes sont souvent assez différentes des distances de Hubble pour les galaxies rapprochées en raison de leur mouvement propre dans le groupe où l'amas où elles sont situées. Notons que c'est avec les mesures des valeurs indépendantes, lorsqu'elles existent, que la base de données NASA/IPAC calcule le diamètre d'une galaxie.

### Morphologie
NGC 4220 a été utilisée par Gérard de Vaucouleurs comme une galaxie de type morphologique SA:(r)0/a dans son atlas des galaxies,.

## Supernova
La supernova SN 1983O a été découverte dans NGC 4220 le 30 juin 1983 par l'astronome suisse Paul Wild de l'université de Berne. Cette supernova était de type Ia.

## Groupe de M109 et de M101
NGC 4220 fait partie d'un vaste groupe de galaxies qui compte au moins 41 membres, le groupe de M109 (NGC 3992). On retrouve parmi ses membres les galaxies NGC 3726, NGC 3782, NGC 3870, NGC 3877, NGC 3893, NGC 3896, NGC 3917, NGC 3922, PGC 37217 (identifié faussement à NGC 3924), NGC 3928, NGC 3931, NGC 3949, NGC 3953, NGC 3985, M109 (NGC 3992), NGC 4010, NGC 4026, NGC 4085, NGC 4088, NGC 4102, NGC 4142, NGC 4157, NGC 4217 et NGC 4220.
D'autre part, dans un article publié en 1998, Abraham Mahtessian NGC 4220 fait aussi partie d'un groupe plus vaste qui compte plus de 80 galaxies, le groupe de M101. Plusieurs galaxies de la liste de Mahtessian se retrouvent également dans d'autres groupes décrits par A.M. Garcia, soit le groupe de NGC 3631, le groupe de NGC 3898, le groupe de M109 (NGC 3992), le groupe de NGC 4051, le groupe de M106 (NGC 4258) et le groupe de NGC 5457.
Plusieurs galaxies des six groupes de Garcia ne figurent pas dans la liste du groupe de M101 de Mahtessian. Il y a plus de 120 galaxies différentes dans les listes des deux auteurs. Puisque la frontière entre un amas galactique et un groupe de galaxie n'est pas clairement définie (on parle de 100 galaxies et moins pour un groupe), on pourrait qualifier le groupe de M101 d'amas galactique contenant plusieurs groupes de galaxies.

## Amas de la Grande Ourse et superamas de la Vierge
Les groupes de M101 et de M109 font partie de l'amas de la Grande Ourse, l'un des amas galactiques du superamas de la Vierge.